# Bruno Pezzey
Bruno Pezzey, né le 3 février 1955 à Lauterach et mort le 31 décembre 1994 à Innsbruck, est un footballeur autrichien.
Libéro autrichien, qui se qualifia deux fois consécutives, avec l'équipe nationale, pour le deuxième tour de la phase finale de la Coupe du monde de football, en 1978 et 1982.
Au niveau club, Pezzey joua notamment pour les Autrichiens d'Innsbruck, avant de faire les beaux jours de l'Eintracht Francfort, avec qui il joua les tout  premiers rôles dans la Bundesliga.

## Carrière
- 1975-1978 : SSW Innsbruck  Autriche
- 1978-1983 : Eintracht Francfort  Allemagne
- 1983-1987 : Werder Brême  Allemagne

## Palmarès
- 84 sélections et 9 buts avec l'équipe d'Autriche.